# Coronel Domingos Soares
Coronel Domingos Soares är en kommun i Brasilien.   Den ligger i delstaten Paraná, i den södra delen av landet, 1 200 km söder om huvudstaden Brasília. Antalet invånare är 7 238.
I omgivningarna runt Coronel Domingos Soares växer huvudsakligen savannskog. Runt Coronel Domingos Soares är det mycket glesbefolkat, med 4 invånare per kvadratkilometer.